# Mistrzostwa Polski w kolarstwie torowym – omnium sprinterskie kobiet
Mistrzostwa Polski w kolarstwie torowym w konkurencji omnium sprinterskie kobiet odbywały się w latach 2013-2015.

## Medaliści
| Rok  | Złoto              | Srebro                  | Brąz               |
| 2013 | Urszula Łoś        | Katarzyna Kirschenstein | Łucja Pietrzak     |
| 2014 | Marlena Karwacka   | Aleksandra Sołgała      | Karolina Pizoń     |
| 2015 | Julita Jagodzińska | Edyta Jasińska          | Justyna Kaczkowska |